# Thorybopus lophatus
Thorybopus lophatus Bouchet, 1977 è un mollusco nudibranco appartenente alla famiglia Discodorididae. È l'unica specie nota del genere Thorybopus.